# Lâmpada Centenária

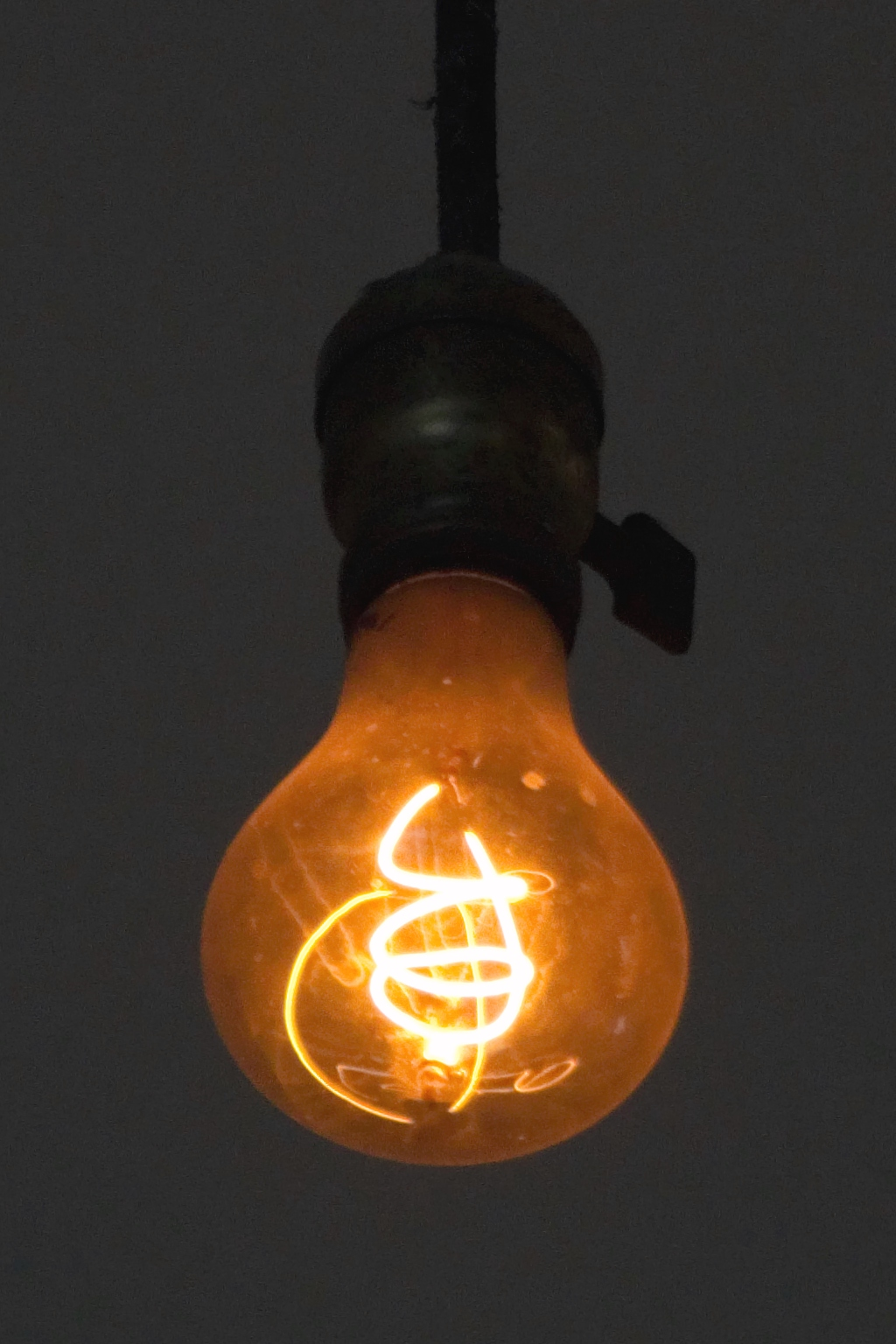
Lâmpada Centenária de Livermore em 17 de novembro de 2013.

A Lâmpada Centenária, também conhecida como Lâmpada de Livermore, é uma lâmpada incandescente reconhecida como a lâmpada mais antiga conhecida em operação contínua. Ela foi acesa pela primeira vez em 1901 e, desde então, só foi desligada em poucas ocasiões. Está localizada em 4550 East Avenue, Livermore, Califórnia, e está aberta à visitação pública. Devido à sua longevidade, a lâmpada foi mencionada no The Guinness Book of World Records, em Ripley's Believe It or Not! e pela General Electric. Ela já foi tema de diversas reportagens de TV, notícias, pelo menos quatro livros e possui seu próprio site.
A lâmpada foi fabricada à mão pela Shelby Electric Company de Shelby, Ohio, no final da década de 1890, e doada ao Departamento de Bombeiros de Livermore-Pleasanton em 1901. Desde então, foi realocada várias vezes, permanecendo sob os cuidados do corpo de bombeiros até hoje. A longevidade da lâmpada tem sido atribuída à alta qualidade de sua fabricação, ao fato de raramente ser desligada, e à sua baixa voltagem. Originalmente de 60 watts, há muitos anos emite uma luz equivalente a apenas 4 watts, similar a uma luz noturna.
A Lâmpada de Livermore é objeto de estudo de caso e um grande referencial para as discussões da teoria da obsolescência programada.

## História

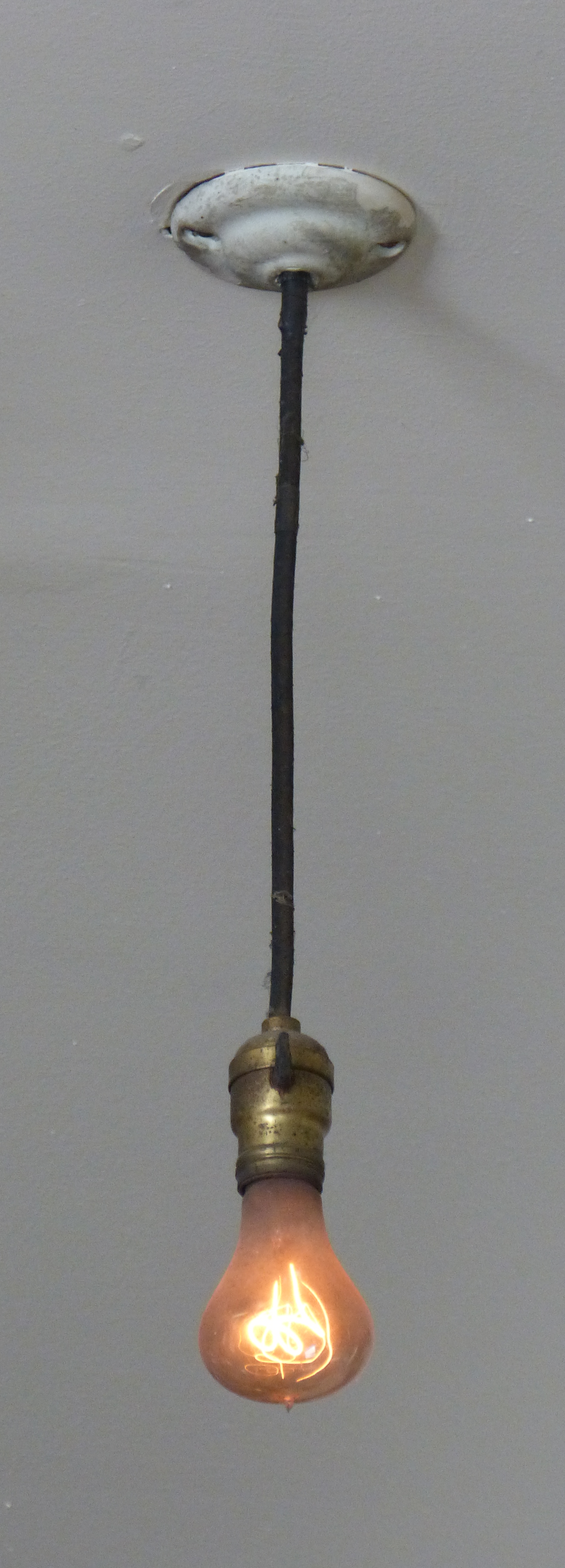
O pendente na Estação de Bombeiros n.º 6 onde a lâmpada está instalada (fotografia de 2016).

A Lâmpada Centenária era originalmente uma lâmpada de 60 watts, mas diminuiu significativamente e atualmente é tão brilhante quanto uma lâmpada de 4 watts. A lâmpada foi soprada à mão, com um filamento de carbono (tecnologia comum na época) inventado por Adolphe Chaillet, engenheiro francês que patenteou esse soquete. Foi fabricada em Shelby, Ohio, pela Shelby Electric Company no fim da década de 1890; muitas outras semelhantes ainda existem e funcionam. Segundo Zylpha Bernal Beck, a lâmpada foi doada ao Departamento de Bombeiros pelo pai dela, Dennis Bernal, em 1901. Bernal era proprietário da Livermore Power and Water Company e doou a lâmpada quando vendeu a empresa. Esse relato foi corroborado por voluntários do corpo de bombeiros da época.
Há indícios de que a lâmpada já esteve pendurada em pelo menos quatro locais diferentes. Originalmente, em 1901, ela ficava em um galpão de mangueiras na L Street, sendo depois transferida para uma garagem no centro de Livermore que atendia ao corpo de bombeiros e à polícia. A lâmpada foi salva durante a reforma do posto de bombeiros em 1937, quando permaneceu apagada por aproximadamente uma semana.
A longevidade incomum foi notada pela primeira vez em 1972 pelo repórter Mike Dunstan, que escreveu “Light Bulb May Be World's Oldest” para o Tri-Valley Herald após entrevistar moradores de Livermore. Dunstan contatou o Guinness Book of World Records, o Ripley's Believe It or Not! e a General Electric, que confirmaram que a lâmpada era a mais duradoura conhecida.
Em 1976, o departamento de bombeiros mudou-se para a Estação n.º 6, levando a lâmpada; o fio foi cortado com receio de que desaparafusá-la pudesse danificá-la. Ela ficou sem eletricidade por apenas 22 minutos durante a transferência, realizada em uma caixa especialmente desenhada e escoltada por um caminhão de bombeiros. Um eletricista estava presente para instalar a lâmpada no novo gerador de emergência. O Ripley's Believe It Or Not declarou que essa breve interrupção não afetaria o recorde de funcionamento contínuo. Desde então, a lâmpada opera continuamente em um sistema de alimentação ininterrupta; antes disso, só havia sido desligada por curtos períodos (por exemplo, uma semana em 1937 para reforma e eventuais quedas de energia). Em 2001, o centenário da lâmpada foi celebrado com um churrasco comunitário e música ao vivo.
Na noite de 20 de maio de 2013, o público acompanhou por webcam que a lâmpada aparentemente havia queimado. Na manhã seguinte, um eletricista foi chamado para verificar e constatou que, na verdade, a lâmpada não queimou; o problema estava na fonte de alimentação dedicada. Cerca de 9 horas e 45 minutos depois, a energia foi restabelecida e a lâmpada voltou a acender.
A curadoria da Lâmpada Centenária é realizada pelo Comitê da Lâmpada Centenária (Centennial Light Bulb Committee), uma parceria entre o Departamento de Bombeiros de Livermore-Pleasanton, a Associação Patrimonial de Livermore, o Laboratório Nacional de Lawrence-Livermore e o Laboratório Nacional Sandia. O Departamento de Bombeiros planeja manter a lâmpada enquanto ela durar, independentemente do tempo necessário. Quando ela finalmente se apagar, não há planos definidos para seu destino, embora o Ripley's Believe It or Not! já tenha manifestado interesse em adicioná-la à sua coleção.

## Motivos para a longevidade

Lâmpada de Livermore na Estação de Bombeiros n.º 6 (fotografia de 2001)

Vários fatores são apontados para explicar a longa vida útil da lâmpada. O fato de operar continuamente reduz o estresse de ser ligada e desligada, processo que altera a temperatura do filamento. A lâmpada foi feita à mão, com um filamento de carbono (mais espesso e resistente do que os filamentos de tungstênio usados nas lâmpadas modernas), além de componentes de latão e vidro de alta qualidade. A baixa potência (originalmente 60 watts, agora cerca de 4) e a alta concentração de nitrogênio em seu interior também contribuem para sua durabilidade.

## Publicidade
A lâmpada foi listada oficialmente no Guinness Book of World Records como “a luz mais durável” em 1972, substituindo a Lâmpada do Teatro do Palácio de Fort Worth, no Texas. Ela foi listada na publicação por 16 edições seguidas, não aparecendo entre 1988 e 2006, sem justificativa oficial, mas retornando em 2007. Pelo menos quatro livros foram escritos sobre a lâmpada.
De acordo com o chefe dos bombeiros, a cada poucos meses algum veículo de comunicação divulga uma matéria sobre a lâmpada, gerando visitas e interesse geral; depois, o assunto volta à obscuridade por algum tempo. Dezenas de revistas e jornais publicaram artigos a respeito. A lâmpada já foi visitada e destacada por muitos canais de notícias nos Estados Unidos, incluindo NBC, ABC, Fox, CBS, WB, CNN e NPR. A lâmpada recebeu cartas de reconhecimento e celebração da cidade de Shelby, Ohio, do Conselho de Supervisores do Condado de Alameda, da Assembleia do Estado da Califórnia, do Senado da Califórnia, da congressista Ellen Tauscher, da senadora Barbara Boxer, e do presidente George W. Bush. Também apareceu em um episódio de MythBusters, no dia 13 de dezembro de 2006, no documentário Livermore, da PBS, em um episódio do programa California's Gold com Huell Howser, em um episódio de 99% Invisible, e foi mencionada na websérie 17776.